# 牛头山 (武义)

牛头山，一座位于浙江省金华市武义县境内的山峰，海拔1560米，设有牛头山风景区、牛头山森林公园。

## 概述
牛头山位于武义与遂昌交界处，四周环绕古鳌山、天仓山、白马山等山峰，现已建立牛头山自然保护区。面积24000多亩，以牛头山为主峰，可以看到成片的茶树林。牛首山俗称牛头山，因其突出的双峰相对恰似牛头上的一对角而得名。境内有五个人工湖，可提供水上游车、垂钓等旅游项目。